# Sungai Sugut
Der Sugut (mal. Sungai Sugut) oder Sugut River ist ein Fluss im malaysischen Bundesstaat Sabah auf Borneo. Er entspringt in den Höhen des Kinabalu im Norden von Sabah und verläuft auf 178 Kilometer Länge vom Hochland bis zur Mündung in die Sulusee. Der Sugut mit seinen Quell- und Nebenflüssen entwässert ein Gebiet von 2150 km².

## Geologie
Das Einzugsgebiet des Sugut zeichnet sich durch steiles und gebirgiges Gelände mit Höhen bis zu 2200 m aus. Etwa 50 % dieser Fläche bestehen aus magmatischen und ultramafischem Gestein. Die übrige Fläche setzt sich aus Schichten von Sandstein und Schiefer einerseits und massivem Sand- und Tonstein andererseits zusammen. Sande und Lehm herrschen im Westen vor, während der östliche Teil von Alluvialböden bestimmt ist.

## Besiedlung
Ende des 19. Jahrhunderts wurden die Gebiete am Sugut von Mat Salleh beherrscht, der hier Häuptling eines unabhängigen Territoriums (tulin) war.

## Fauna
Im Gebiet des Sugut wurde der Orient-Schlangenhalsvogel (Anhinga melanogaster) beobachtet. Seit 1978 werden Aufzeichnungen über den Säugetierbestand der Region geführt. Diese weisen Vorkommen des Sumatra-Nashorns (Dicerorhinus sumatrensis), des Banteng (Bos javanicus), des Malaienbärs (Helarctos malayanus), des Nebelparder (Neofelis nebulosa), des Borneo-Orang-Utan (Pongo pygmaeus), Grauen Gibbons (Hylobates muelleri) und des Nasenaffen (Nasalis larvatus) aus.
Die Region ist außerdem ein wichtiges Verbreitungsgebiet des Leistenkrokodils (Crocodylus porosus). Eine 1984 durchgeführte Untersuchung von 151 Flusskilometern und sieben Altarmen ergab einen Bestand von 24, auch jüngeren Krokodilen. Man geht davon aus, dass die Altarme einen Hauptlebensraum für die Krokodile, insbesondere für die Eiablage und die Aufzucht der Jungen darstellen.